# Zelotes semibadius
Zelotes semibadius este o specie de păianjeni din genul Zelotes, familia Gnaphosidae. A fost descrisă pentru prima dată de L. Koch, 1878.
Este endemică în Azerbaijan. Conform Catalogue of Life specia Zelotes semibadius nu are subspecii cunoscute.